# Ars amatoria (Ovidius)

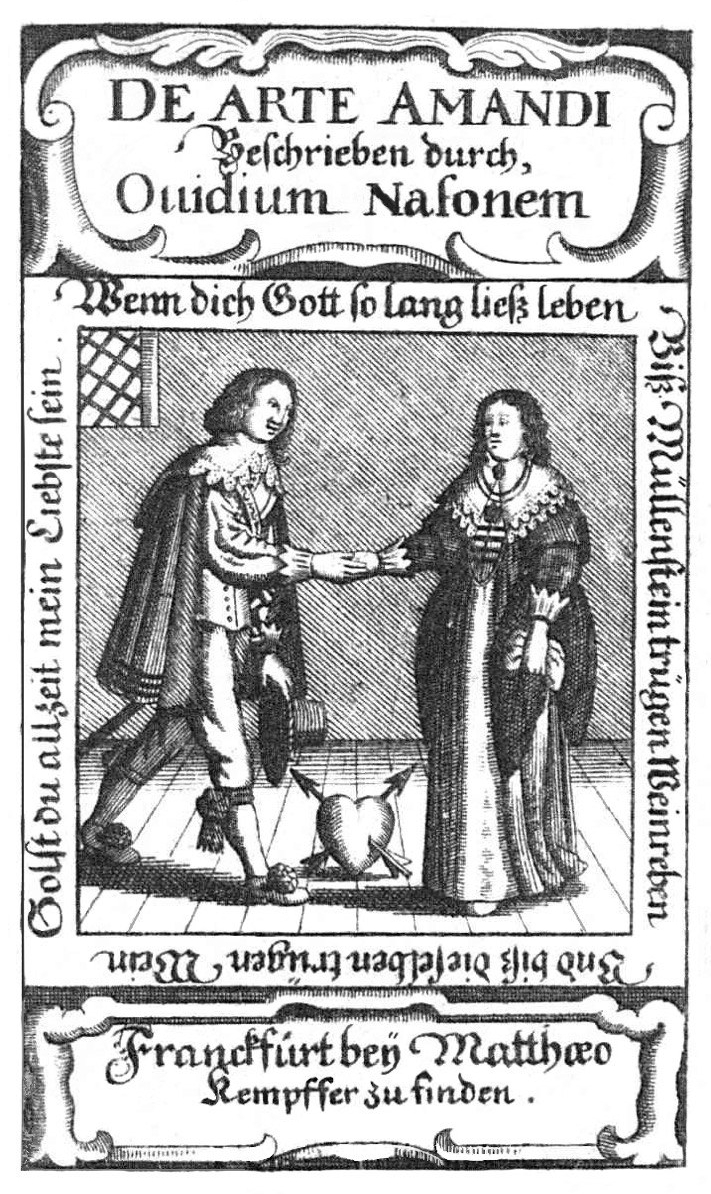
Titelsida Ars amatoria från år 1644

Ars amatoria (även Ars amandi, "Kärlekskonsten") är en erotisk skriftsamling från Antiken skriven av Ovidius kring år 3 f.Kr. . Skriften är bland de äldsta kända europeiska sexualmanualer efter Ars amatoria av Philaenis av Samos.

## Boken
Ars amatoria är skriven på latin och i diktform med 2 330 verser, boken är uppdelad i tre delar.

### Liber Primus
Den första delen, Liber primus, vänder sig till män och beskriver de bästa platser i Rom när det gäller att hitta kvinnor att älska och olika sätt att uppvakta och erövra dessa   . Den omfattar 19 kapitel och 772 verser .

### Liber secundus
Den andra delen, Liber secundus, vänder sig till män och beskriver konsten att behålla den älskade kvinnan   . Den omfattar 20 kapitel och 746 verser .

### Liber tertius
Den tredje delen, Liber tertius, vänder sig till kvinnor och beskriver hur man vinner en mans kärlek samt samlagsställningar   . Den omfattar 18 kapitel och 812 verser .

## Historia
Ars amatoria skrevs troligen mellan år 1 f.Kr. till år 2 e.Kr.  . Stilen är didaktisk, enkel och saklig men uppmuntrar till promiskuitet och antas vara ett av skälen för att kejsare Augustus bannlyste Ovidius från Rom .
Boken bannlystes senare men har utgivits i olika översättningar genom åren, bland annat i Frankfurt år 1644.
2004 utkom en nyutgåva på svenska utgiven av förlaget Natur & Kultur 